# Carlo Buttini
Carlo Buttini (Saluzzo, 22 luglio 1842 – Saluzzo, 7 luglio 1901) è stato un avvocato e politico italiano.
Era il padre di Casimiro Buttini.